# Kazinczy utca (Győr)

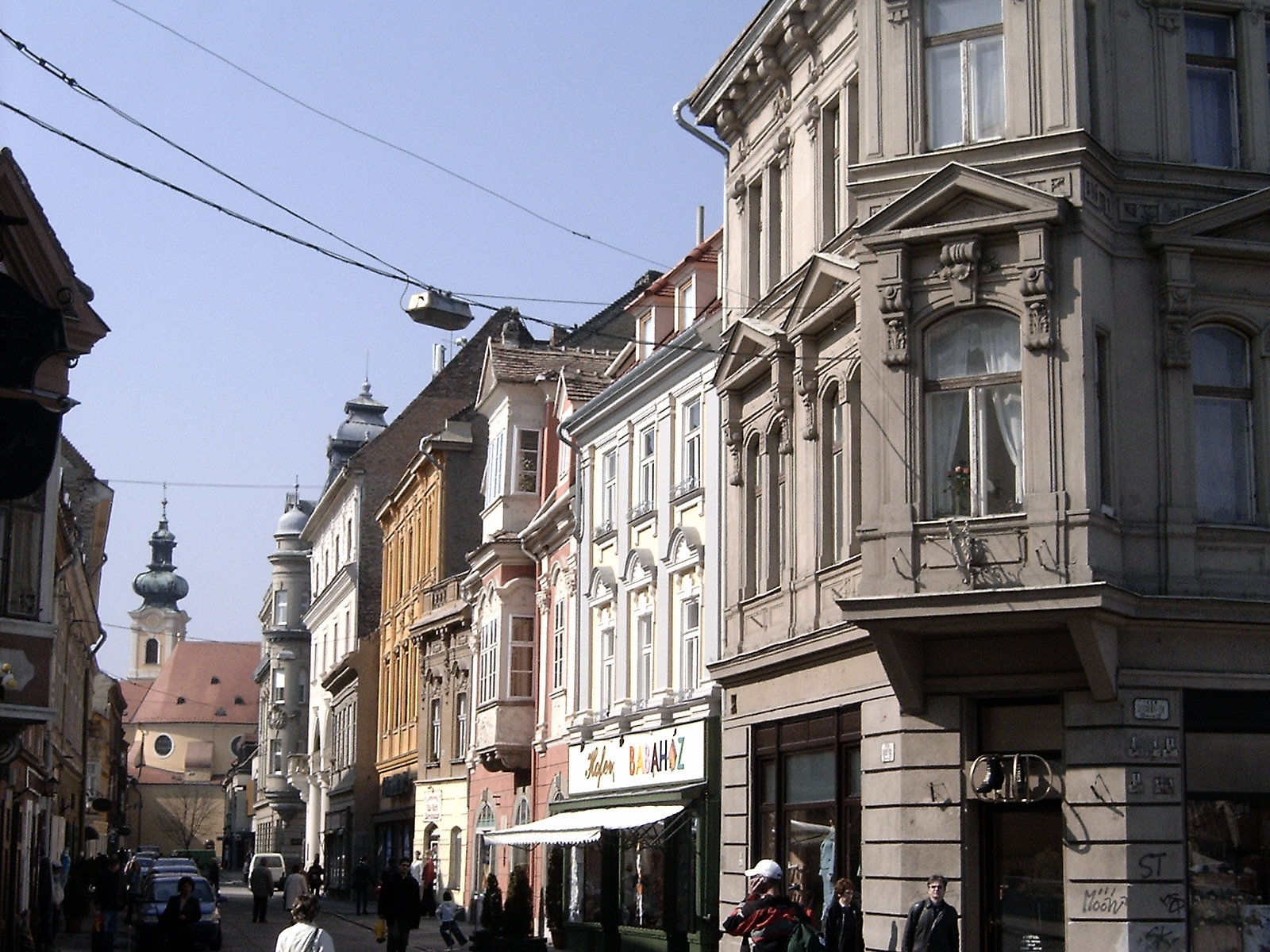
A Kazinczy utca a Széchenyi térről

A Kazinczy utca Győr történelmi belvárosában található a Széchenyi tér délkeleti sarkát a Bécsi kapu tér déli szélével köti össze.

## Látnivalók
A Széchenyi tér sarkán álló 20. számú zárterkélyes 18. századi eredetű ház, kapualja késő barokk. A házat a 19. század első felében átalakították, ekkor nyerte kapukeretét és bájos, klasszicista lépcsőházát, valamint az udvarán található függőfolyosót. Lépcsőházának vaskorlátját két, vörösmárvány talapzaton álló váza díszíti. A 18. számú emeletes lakóház hasonló vörösmárvány kapukerettel rendelkezik.

### Rozália-ház (Kazinczy utca 21.)

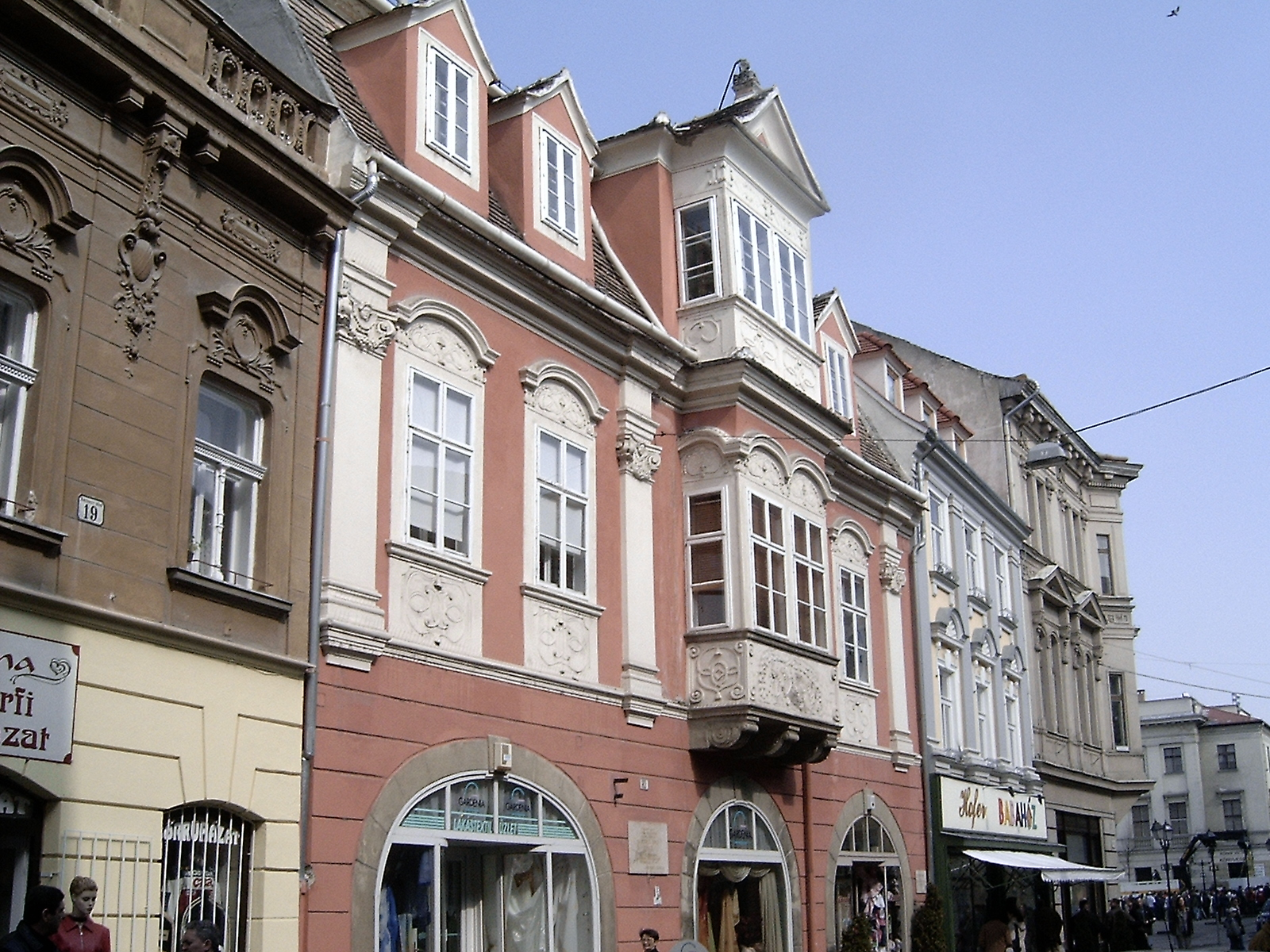
A Rozália-ház

A kétemeletes épület Győr egyik legszebb műemléki épülete. A ház mai alakját a XVIII. század során nyerte el. A középső íves kőkeret zárókövén Sajnovics Mátyás alispán névbetűi, és az 1703-as évszám olvashatók. Az évszám a ház építési idejére utal. Sajnovics János, jeles nyelvész gyermekkorában itt lakott. Homlokzatát falpillérek tagolják, a szép pillérfejezetek az ablakok szemöldökpárkányaival hangsúlyos vonalat alkotnak. Fő dísze a gyönyörű barokk zárterkély, melynek ablakai alatt a pestisben szenvedő betegek védőszentje, Palermói Szent Rozália domborműves ábrázolása látható. Az erkélyt felül finom oromzat zárja le, rajta kiterjesztett szárnyú pelikán szobra.
Tovább sétálva a Baross út kereszteződéséhez jutunk, az északnyugati sarkon a Krausz-ház látható szép sarokerkélyével.

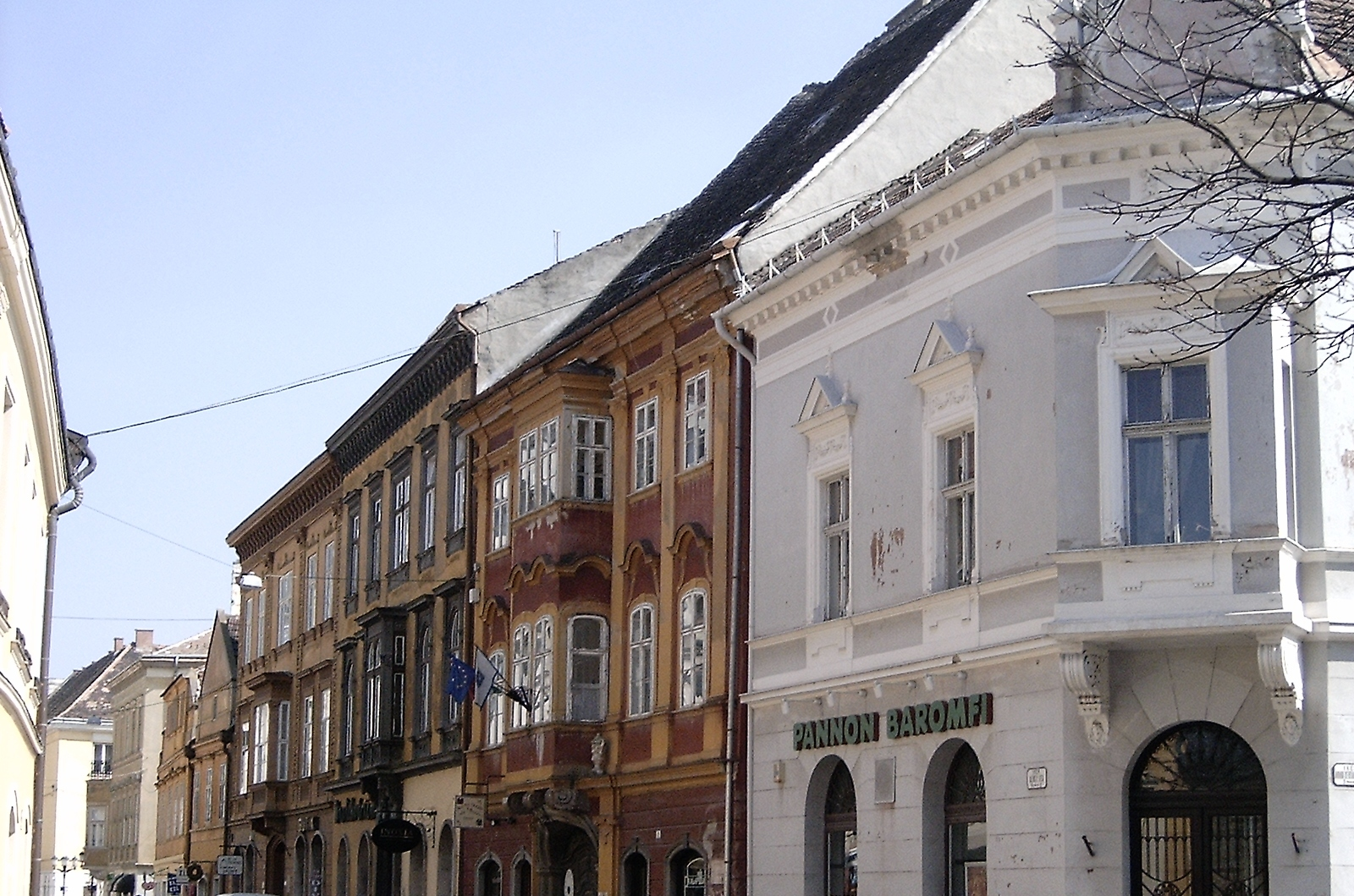
A Kazinczy utca a Bécsi kapu tér felől

### Egykori Korona Szálló (Kazinczy utca 10-12.)
Az utca déli oldalán álló épület a Sarló köz sarkán áll, bejárata is onnan nyílik. Homlokzatának keleti részén a padlástér attikája zsalus ablakkiképzésével, két szélén szfinx szoborral második emelet benyomását kelti. A nyugati épületrész egyemeletes homlokzatát timpanon zárja le.
A déli oldal 8. és 6 számú lakóháza Fruman Antal tervei szerint, romantikus stílusban épültek az 1850-es években.

### Lakóház (Kazinczy utca 4.)
Győr egyik legnemesebb vonalú késő barokk műemléke. Homlokzata copf elemekkel díszített. Mai, kétemeletes alakját a 18. század végén nyerte. Kosáríves, kihasadó kapukerete felett két emeletet átfogó zárterkély látható, oldalán copf kővázákkal. Szép kapualjából hangulatos udvarba érünk, amit klasszicista függőfolyosó fut körbe. Korabeli lépcsőházában falépcsők, esztergályozott korlát és korabeli ajtók találhatók.